# Árbol de piedra
Árbol de piedra är en klippa i Bolivia.   Den ligger i departementet Potosí, i den sydvästra delen av landet, 400 kilometer sydväst om huvudstaden Sucre. Árbol de piedra ligger 4 578 meter över havet.
Terrängen runt Árbol de piedra är varierad. Trakten runt Árbol de piedra är nära nog obefolkad, med mindre än två invånare per kvadratkilometer.. 
Trakten runt Árbol de piedra är ofruktbar med lite eller ingen växtlighet.